# 不要摸我 (贝尼尼)
《不要摸我》（Noli Me Tangere）是罗马圣道明圣西斯笃堂右侧第一小堂阿拉莱昂纳小堂内的一组大型大理石雕塑。
小堂的建筑轮廓由意大利艺术家吉安·洛伦佐·贝尼尼 设计。雕塑描绘的是耶稣在复活后遇到抹大拉的马利亚。它是由贝尼尼设计，由他的学生安东尼奥·拉吉完成，创作时间可能为 1649 年至 1652 年。 
委托建造小堂的是修女玛丽亚·埃莱奥诺拉·阿拉莱昂纳。据怀疑，这是她的一位未具名亲戚的忏悔行为：1636 年，这名修女将情人偷偷带进修道院，结果情人在藏身的箱子里窒息而死。捐献的金额为 3,000 罗马斯库迪（按当代成本计算约合 12万美元）。